# Sylvia Lindenstrand
Sylvia Emelie Lindenstrand, född 24 juni 1941 i Stockholm, är en svensk operasångerska, mezzosopran. Hennes röst är djup och sensuell – mellan mezzosopran och alt.

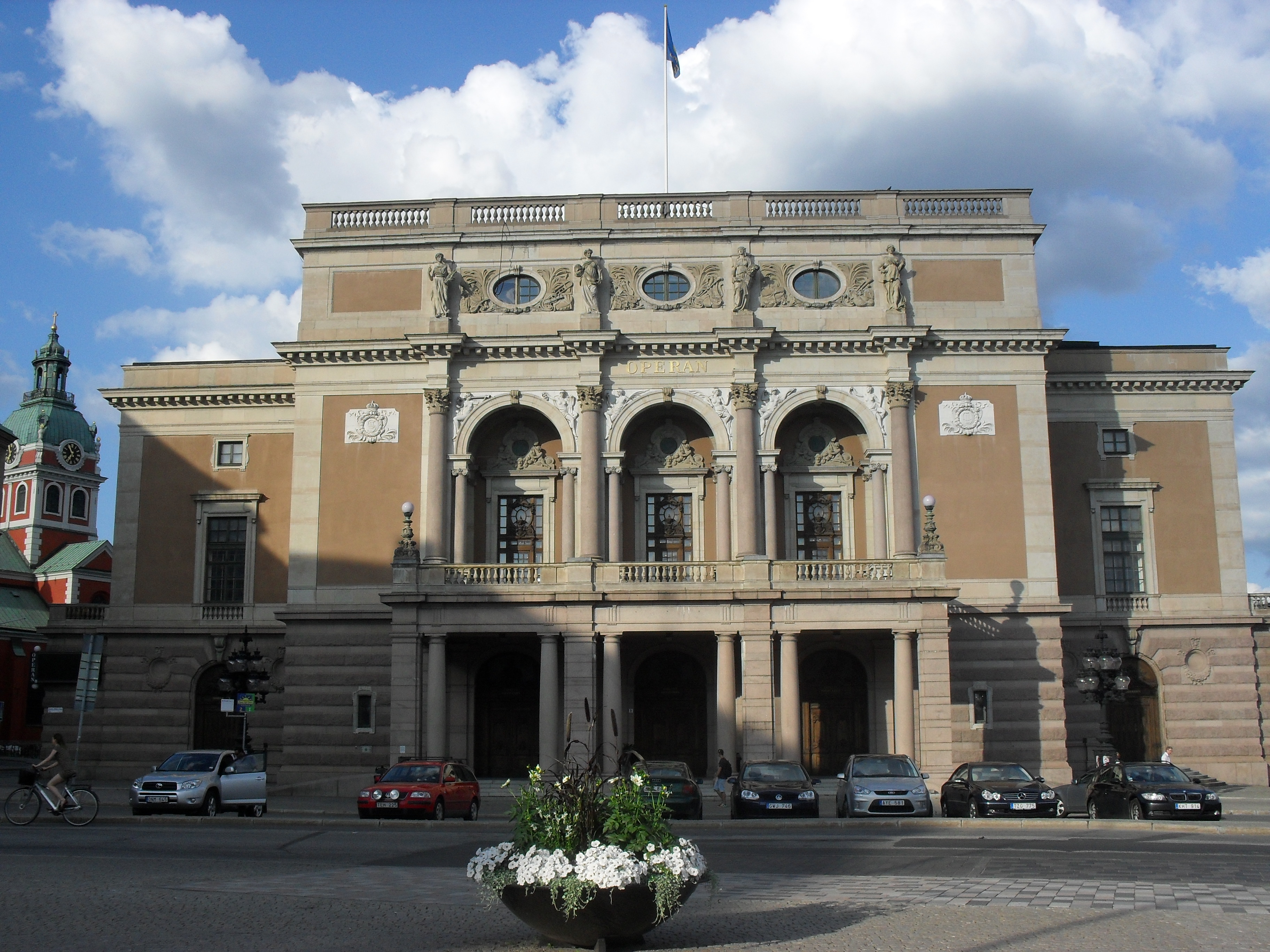
Kungliga Operan i Stockholm.

Lindenstrand var elev till Hjördis Schymberg. Hon har framträtt i ett flertal roller på Kungliga Teatern i Stockholm där hon var fast knuten 1964–91. Hon debuterade där 1963 som Olga i Eugen Onegin. Under denna period var hon också engagerad vid Drottningholmsteatern. I en nyuppsättning av Bizets opera Carmen på Kungliga Teatern 1988–89 sjöng hon titelrollen. Denna uppsättning gick sedan på turné i övriga Sverige – bland annat till Luleå och Växjö. Bland hennes främsta övriga roller kan nämnas Octavian i Rosenkavaljeren, grevinnan i Figaros bröllop, Orfeus i Orfeus och Eurydike, Rosina i Barberaren i Sevilla, Charlotte i Werther av Jules Massenet, och flera Wagner-roller som Brangäne, Fricka och Kundry.
Kompositören Daniel Börtz tonsatte Euripides tragedi Backanterna med Lindenstrands röst i tankarna för rollen som Dionysos. Ett halvår före premiären 1991 på Kungliga operan meddelade Lindenstrand att hon skulle gå i pension när hon fyllde femtio, men hon medverkade ändå vid framförandena. Backanterna blev en succé för Kungliga operan som fick förfrågningar om gästspel från bland annat La Scala, Parisoperan, världsutställningen i Sevilla, operan i Prag, Houstonoperan i Texas och från backanternas hemland Grekland. Det var smickrande, men kostsamma inbjudningar för operachefen Eskil Hemberg, eftersom de artister som Ingmar Bergman handplockat inte stod på operahusets lönelista. Det gjorde inte heller den nyligen pensionerade huvudrollsinnehavaren Lindenstrand – Bergmans första namn och villkor när han antog uppdraget.
Lindenstrand har sjungit Kundry i Wagners Parsifal i Danmark vid Århusoperan och har gästspelat i bland annat Storbritannien, Frankrike, Tyskland samt vid operafestivalen i Glyndebourne och Wagnerfestspelen i Bayreuth (1964).
Hon har medverkat i Orphei Drängars Caprice, Jacobs stege, Nöjesmaskinen och Så ska det låta.

## Priser och utmärkelser
- 1967 – Léonie Sonnings musikstipendium
- 1978 – Svenska Dagbladets operapris
- 1983 – Hovsångare
- 1991 – Jussi Björlingstipendiet
- 1992 – Ledamot nr 878 av Kungliga Musikaliska Akademien

## Diskografi (urval)

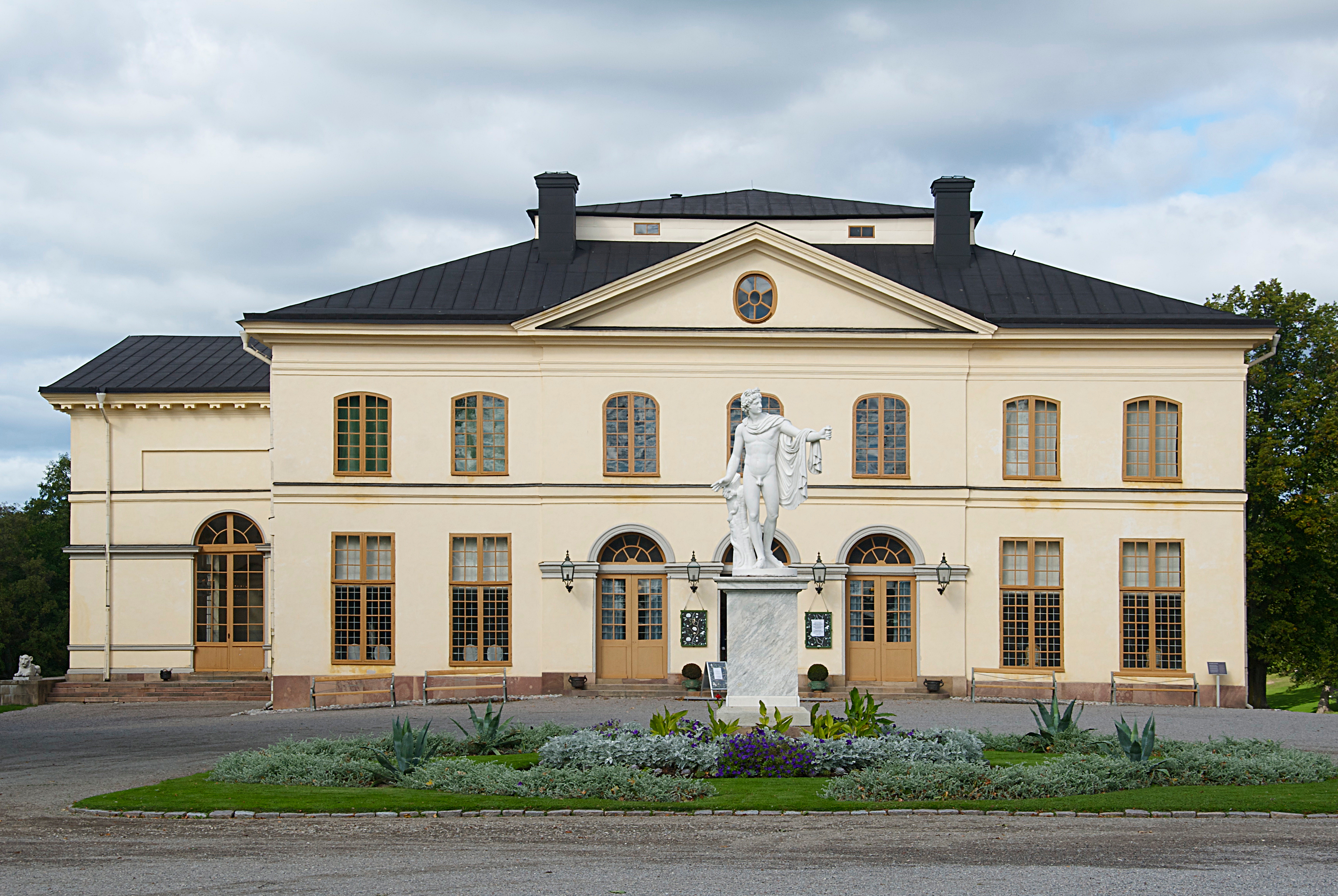
Drottningholms slottsteater.

- Julsånger. Polar POLS 378. 1983. Svensk mediedatabas.
- Sylvia Lindenstrand sings Mozart. Med Iwa Sörensen. Pola POLS 397. 1985. Svensk mediedatabas.
- Wagner, Parsifal. Arkadia CDMP 451.4. 1991. Svensk mediedatabas.
- Klassiska pärlor. Polar POLCD 409. 1986. Svensk mediedatabas.
- Börtz, Backanterna. Med Berit Lindholm, Laila Andersson-Palme, Anita Soldh, Peter Mattei, Ingrid Tobiasson med flera. Regi: Ingmar Bergman. Kungliga hovkapellet. Dirigent Kjell Ingebretsen. Caprice CAP 22028:1-21983. 1993. Även radiosänd 9 april 1992 21.05-23.25. Svensk mediedatabas.
- Börtz, Daniel; Ingebretsen Kjell, Bergman Ingmar, Stolpe Jan, Eriksson Göran O., Lindenstrand Sylvia, Mattei Peter (1993). Backanterna [opera i två akter]. Stockholm: Caprice. Libris 1569833
- Sommarnattskonsert på Nationalmuseum 1974-08-06. Polar. Svensk mediedatabas.
- Olsson, Otto, Requiem. Proprius PRCD 9086. 1993. Svensk mediedatabas.
- Svenska julfavoriter. Karusell 552 629-2. 1986. Svensk mediedatabas.
- Drottninghoms slottsteater 1922-1992. Caprice CAP 21512.
- 12 Jahre Neu Bayreuth, Parsifal. Inspelad 1964. Melodram MEL 643(5). 1984. Med Barbro Ericson. Svensk mediedatabas.
- Octavian i Richard Strauss Der Rosenkavalier. Med Elisabeth Söderström, Britt Marie Aruhn, Arne Tyrén. Kungliga Hovkapellet. Dir. Leif Segerstam. 1976. Premiere Opera. (premiereopera.net). Läst 13 januari 2013.

## Filmografi
- 1975 – Mozart's Così fan tutte, ossia La scuola degli amanti (TV)
- 1975 – Mozart, Così fan tutte. Glyndebourne Festival Opera 1975. Pickwick Video Ltd. SL 2002. (VHS)
- 1979 – Falstaff[förtydliga]
- 1979 – En kärleks sommar
- 1981 – Figaros bröllop
- 1991 – Così fan tutte, Mozart, Wolfgang Amadeus; Allen Thomas, Austin Anson, Döse Helena, Lindenstrand Sylvia, Pritchard John (1991) (på italienska). Così fan tutte. Primetime. London: Carlton Video. Libris 3233921
- 1993 – Backanterna